# Straatkelder

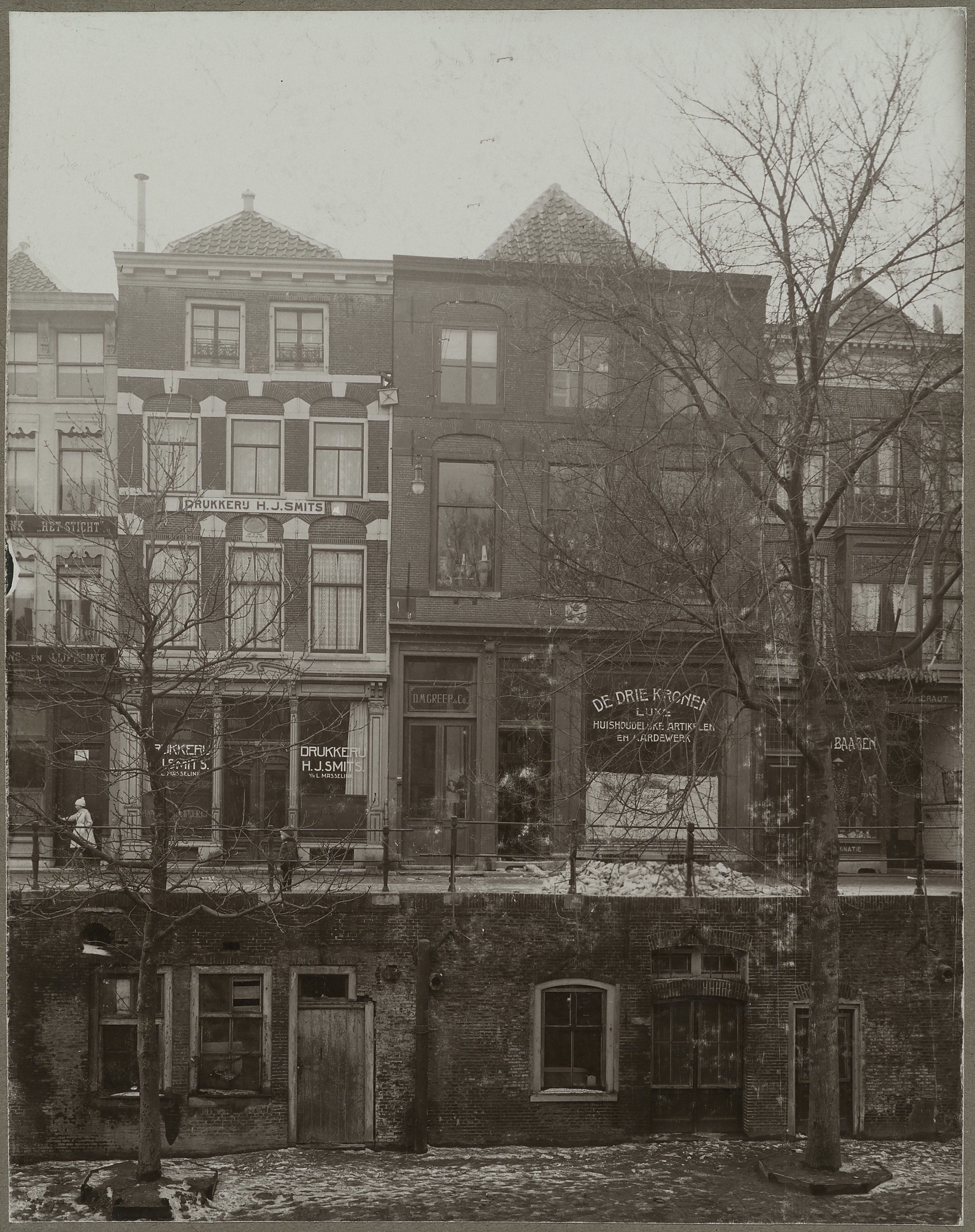
Straatkelders in Utrecht

Een straatkelder is een kelder die zich onder het wegdek van een straat bevindt. In principe behoort hij bij een woning die via een toegangsdeur in de kelder toegang geeft tot de straatkelder. Om de circulatie van lucht en opgeslagen voorraden te bevorderen waren er in het wegdek of op het voetpad meestal verluchtingsroosters en/of van een luik of deksel voorziene toegangen aangebracht.
Dé stad waar straatkelders tijdens het ancien régime het meest aanwezig waren, is Antwerpen. In de periode rond 1600-1650 moeten er zo'n 450 geweest zijn, vooral in de oude ruienstad en op marktplaatsen. Ook een aantal brouwerijen in de 'Nieuwstad' bij het brouwershuis beschikten over een straatkelder. Andere plaatsen waar enkele straatkelders gedocumenteerd zijn, maar in veel beperktere mate, zijn Utrecht en Maaseik.
Dat Antwerpen zo'n grote hoeveelheid straatkelders heeft gehad heeft niet alleen te maken met de enorme economische ontwikkeling die de stad kende, maar mogelijkerwijs ook met het gegeven dat hertog Jan II van Brabant in 1311 aan de stad tegen een relatief kleine vergoeding alle gronden schonk die omringd waren door vestingwerken en die gronden die in de toekomst binnen de vestingen zouden liggen. Aldus hoopte hij dat Antwerpen, die een belangrijke rol te spelen had als grensstad van het Heilig Roomse Rijk én van het hertogdom Brabant, goed zou investeren in vestingbouw. De stad beschikte op deze wijze immers over aanzienlijke gronden die ze te gelde kon maken. Het is daarom dat straatkelders opduiken in de archieven vanwege de cijnzen die erop geheven werden. Maar niet voor alle straatkelders moesten cijnzen betaald worden. Soms werd door de stad de aanleg van een nieuwe straat gepromoot door aan de boordeigenaars vrijstelling van de cijns te verlenen. O.a. bij de bouw van de nieuwe beurs aan de Twaalfmaandenstraat en de Borzestraat werden vrijstellingen verleend.